# Eva Justin
Eva Justin (Dresda, 23 agosto 1909 – Offenbach am Main, 11 settembre 1966) è stata una psicologa e antropologa tedesca.
Fu una delle più attive collaboratrici di Robert Ritter, il teorico che, durante il regime nazista, diresse il "Centro di ricerca per l'igiene razziale". Come assistente particolare di Ritter si distinse per la sua teorizzazione razzista sui popoli romaní.

## Biografia
Nata a Dresda nel 1909, figlia di Karl Justin, un funzionario delle ferrovie, e di Margarethe Ebinger, Eva conseguì il diploma d'infermiera nel 1934. Successivamente lavorò come praticante nel laboratorio di genetica della clinica neurologica dell'Università di Tubinga. Divenne poi assistente dello psicologo nazista Robert Ritter al "Centro di ricerca per l'igiene razziale e la biologia criminale dell'ufficio d'igiene del Reich", quando Ritter, nel 1936, fu nominato direttore.
Conseguì il dottorato in antropologia nel 1944, presso l'Università Friedrich-Wilhelm di Berlino, con una dissertazione intitolata «I destini dei bambini zingari educati in modo estraneo alla loro razza e della loro progenie». La Justin si basò sullo studio delle vicende di bambini orfani o portati via ai loro genitori (così come accadde al bambino jenish Ernst Lossa e alle sue sorelle) e reclusi in orfanotrofi e case-famiglia. Imparò anche la lingua romaní per guadagnarsi la fiducia dei rom e dei sinti che avrebbe avvicinato nei suoi "studi razziali". In particolare, per la sua tesi, la Justin prese ad oggetto delle sue ricerche alcuni dei 40 bambini rom e sinti dell'orfanotrofio cattolico di S. Giuseppe ausiliatore a Mulfingen; 39 di essi furono poi deportati, il 9 maggio 1944, ad Auschwitz, dove soltanto tre scamparono all'uccisione.

### Collaborazione con Robert Ritter al Centro Ricerche per l'Igiene e la Razza

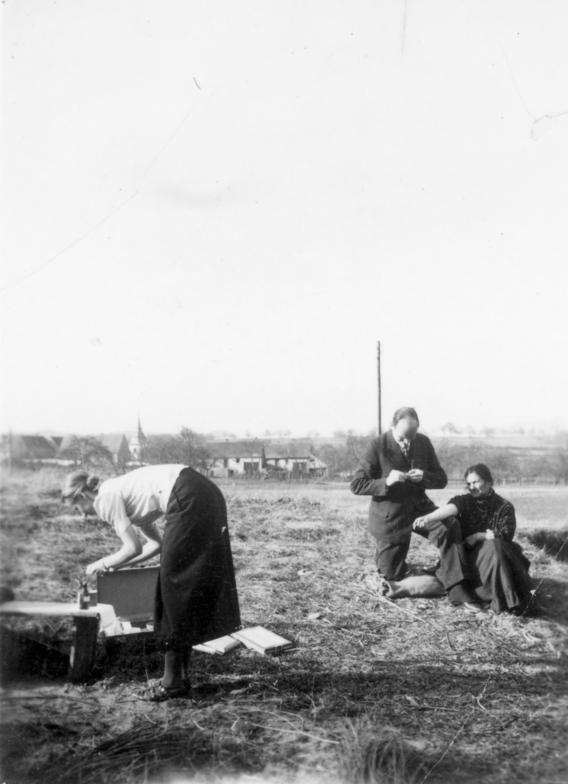
1938, Eva Justin assiste Ritter nel prelievo di un campione di sangue

Nel 1935, Ritter ricevette dal Ministero della Sanità del Reich e da Ernst Rüdin, psichiatra ed eugenista, commissario al Ministero dell'interno per l'igiene e la politica razziale, l'incarico di "condurre una approfondita valutazione biologica su tutti gli zingari" residenti nel Terzo Reich. Nacque quindi il "Centro di Ricerca per l'Igiene razziale" del Reich con sede a Berlino. Il Centro, visto con simpatia dalle autorità naziste e considerato come centro di eccellenza, fu finanziato quasi fino alla fine della guerra (fino al 1944), dal Ministero degli Interni e dalla Società tedesca per la ricerca. "Questi studi furono condotti in stretta collaborazione con l'Ufficio di polizia criminale del Reich e con l'Ufficio di polizia di Monaco". Nel 1938, Ritter scrisse che lo studio che ne risultò, fu «il miglior monitoraggio mai condotto sugli zingari».
La Justin collaborò strettamente con il dr. Ritter, condividendo pienamente le sue teorie razziali fino a diventare la sua principale collaboratrice al Centro di Ricerche per l'Igiene della Razza. Seguì Ritter nei suoi molteplici spostamenti sia fra i rom nomadi che fra quelli residenti adoperandosi sia per le misurazioni e l'identificazione biometrica facciale, sia per prelievi di una grande quantità di campioni di sangue. La buona conoscenza della lingua romaní, aiutò la Justin a stabilire rapporti di fiducia con i rom esaminati. I rom, tuttavia, rimasero sempre all'oscuro delle idee razziste della psicologa e delle tragiche conseguenze che i suoi giudizi ed esami pseudoscientifici avrebbero di lì a poco comportato per il loro destino.
«La ricerca [....] era mirata a ricostruire l'albero genealogico di tutti gli zingari, a registrare i membri di famiglie estese, i matrimoni con gli esterni al gruppo, la salute fisica, l'istruzione, la fedina penale e la posizione sociale. [...] Alla fine, essi classificarono circa 30.000 zingari, ricostruendo alberi genealogici accompagnati da storie di singoli individui con foto, documenti ufficiali, misure e altri dati fisici. Considerando il loro approccio di ricerca eugenetico, la loro visione razzista, e i loro pregiudizi nei confronti degli zingari, non sorprende che Ritter, [la Justin] e [gli altri] membri della sua équipe giunsero alla conclusione che gli zingari in quanto gruppo erano degenerati, criminali e antisociali e che questa loro natura era ereditaria. Essi erano inoltre convinti che l'impulso degli zingari a viaggiare fosse ereditario. [...]».
Già dal 1933 e fino alla fine della Seconda guerra mondiale gli zingari furono sottoposti ad una massiccia sterilizzazione, il cui numero non è mai stato accertato. La classificazione scientifica di Ritter e della sua equipe avviò gli zingari, prima ai campi di concentramento e alla loro sterilizzazione e poi al genocidio (Porajmos) quando a decine di migliaia trovarono in quei campi la morte, come ad Auschwitz o a Chełmno.

### La tesi di dottorato
La tesi di dottorato di Eva Justin, discussa nel 1943, voleva dimostrare che nei confronti dei rom e dei sinti «lo strumento della pedagogia e dell'educazione rappresentava un dispendio di risorse da parte dello Stato, perché essi erano da considerare una razza inferiore, un gruppo di persone su cui era necessario agire soltanto attraverso la sterilizzazione forzata e lo sterminio fisico».
Intriso di pregiudizi razzisti, il testo (oggi considerato del tutto privo di valore scientifico) è finalizzato a dimostrare «l'inutilità di politiche educative ed inclusive, quando queste erano indirizzate a degli "zingari"»; in quest'ottica, secondo il curatore dell'edizione italiana Luca Bravi, «non è un caso che Justin studiasse i rom ed i sinti all'interno degli orfanotrofi»; di fatto, «la presenza dei bambini rom e sinti presso gli orfanotrofi del Reich era stata in gran parte causata dall'arresto dei genitori che erano stati deportati nei campi di concentramento nazisti; le deprivazioni educative che vi si registravano erano spesso legate all'allontanamento forzato dalle figure di riferimento, ma risultava assai semplice collegarle a tratti ereditari negativi e persistenti, insiti nell'essenza razziale dello "zingaro"».
Dopo aver postulato più volte la presunta «totale inferiorità» della «razza» degli "zingari" (si accenna anche all'esistenza di un preteso «istinto nomade»), Eva Justin concludeva la sua dissertazione chiedendo che venissero «sospese tutte le forme di educazione e di assistenza per zingari [di razza "pura"] e zingari di sangue misto», sostenendo che la «piccola percentuale di bambini zingari effettivamente abbandonati o caratterialmente degenerati» dovesse «essere affidata alla custodia della polizia fino a una definitiva regolamentazione delle relazioni zingare orientata universalmente in senso razziale e uniformemente applicata sul territorio del Reich» (con probabile allusione al loro sterminio), e affermando infine che dovessero venire sterilizzati tutti gli "zingari" ad eccezione dei «meticci [...] socialmente integrati [...] nel caso sia irreprensibile e prevalente la loro eredità tedesca».
L'apparato dell'edizione italiana della tesi di dottorato di Eva Justin riporta fra l'altro la testimonianza di uno dei bambini sinti oggetto delle "ricerche" di questa studiosa, Otto Rosenberg, che nel 1936 aveva nove anni e che conobbe il dottor Ritter e la sua assistente al "campo di sosta forzata" (uno dei luoghi di reclusione istituiti alla periferia di molte città tedesche) di Berlino-Marzhan. Scrive Rosenberg che, a un'ottantenne la quale si era sottratta alla loro indagine, quegli «esperti di igiene razziale» fecero per punizione tagliare tutti i capelli e poi la «costrinsero a star ferma mentre le versavano dell'acqua gelida addosso», con clima molto freddo, cosicché l'anziana morì nel giro di tre giorni. Rosenberg ricorda che invece con lui Eva Justin fu molto gentile, ospitandolo a casa propria e offrendogli da bere e da mangiare. «Solo in seguito», conclude Rosenberg, «ho capito che per lei ero solo una cavia e giuro che a tutte quelle smancerie avrei preferito un sacco di botte».

### L'archiviazione per insufficienza di prove
Eva Justin fu sottoposta a indagine penale nel 1964, ma le incriminazioni che la riguardavano furono giudicate "insufficienti per rinviarla a giudizio". «Si diceva che Eva Justin aveva - evidentemente in maniera inconsapevole - desunto le sue argomentazioni dal dottor Ritter, ma senza convinzione profonda. E si aggiungeva che, comunque, dopo tanti anni, i testimoni zingari non potevano essere sicuri che la donna che li aveva personalmente seviziati e torturati nei lager fosse proprio lei». La Justin continuò quindi a lavorare come psicologa nel dipartimento dei servizi sociali del Comune di Francoforte sul Meno, di nuovo insieme a Ritter, fino a poco prima della sua morte, avvenuta nel 1966 ad Offenbach am Main a causa di un tumore.

### Influenza nel dopoguerra
Le teorie razziste di Ritter e Justin continuarono a esercitare un'influenza negativa fino al dopoguerra inoltrato. Un collaboratore di Ritter, Hermann Arnold, pubblicò negli anni '50 e '60 alcune monografie sugli "zingari" le quali «riportano intere citazioni letterali delle teorizzazioni di Robert Ritter e Eva Justin», e negli anni '70 pubblicò ancora articoli sull'argomento «su giornali di chiaro stampo neonazista». Ciononostante «Arnold fu a lungo considerato uno dei massimi esperti del tema a livello internazionale» e il suo approccio divenne quello standard in Europa occidentale, anche in ambito pedagogico, ove prevalse l'idea che i popoli romaní costituissero «un gruppo con cultura assente e degradata oltre che caratterizzato da incapacità razionale, elemento che era fatto equivalere ad una capacità intellettiva ferma allo stadio infantile». Secondo Luca Bravi, anche in Italia il non «aver conosciuto, riconosciuto, punito e decostruito le premesse razziste elaborate da Eva Justin fino alle teorizzazioni di Hermann Arnold, ha permesso di conservare un contesto pedagogico inficiato dagli stessi stereotipi condivisi».

### Opere di Eva Justin
- Eva Justin, I destini dei bambini zingari. Educati in modo estraneo alla loro razza, a cura di Luca Bravi, traduzione di Paolo Cagna Ninchi, Milano, Franco Angeli, 2018  [1943], ISBN 978-88-9177-055-4.

### Critica e storiografia
- (EN) Fredrik Barth, One discipline, four ways: British, German, French, and American anthropology, University Of Chicago Press, 2005, ISBN 0-226-03829-7.
- Giovanna Boursier, Lo sterminio degli zingari durante la seconda guerra mondiale, in Studi Storici, Anno 36, n. 2, Bari, Dedalo, aprile-giugno 1995. URL consultato il 10 maggio 2014.
- (EN) Catherine Epstein, Model Nazi: Arthur Greiser and the Occupation of Western Poland, Oxford University Press, 2010, ISBN 978-0-19-954641-1.
- Henry Friedlander, Le origini del genocidio nazista. Dall’eutanasia alla soluzione finale, Roma, Editori Riuniti, 1997, ISBN 978-88-359-4263-4.
- (DE) Thomas Huonker, Roma als Opfer des Holocaust, in Tages-Anzeiger, Zurigo, 28 aprile 1997. URL consultato il 10 maggio 2014.
- (EN) Donald Kenrick, The Gypsies During the Second World War: The final chapter, University Of Hertfordshire Press, 2006, ISBN 1-902806-49-2.
- (EN) Donald Kenrick e Grattan Puxon, Gypsies Under the Swastika, University Of Hertfordshire Press, 2009, ISBN 1-902806-80-8.
- (DE) Ernst Klee, Das Personenlexikon zum Dritten Reich. Wer war was vor und nach 1945, 2ª ed., Francoforte sul Meno, Fischer Taschenbuch Verlag, 2005, ISBN 978-3-596-16048-8.
- Michail Krausnick, A rivederci in cielo, Ed. Upre, 2018, ISBN 978-88-908573-2-4.